# 敖德薩港

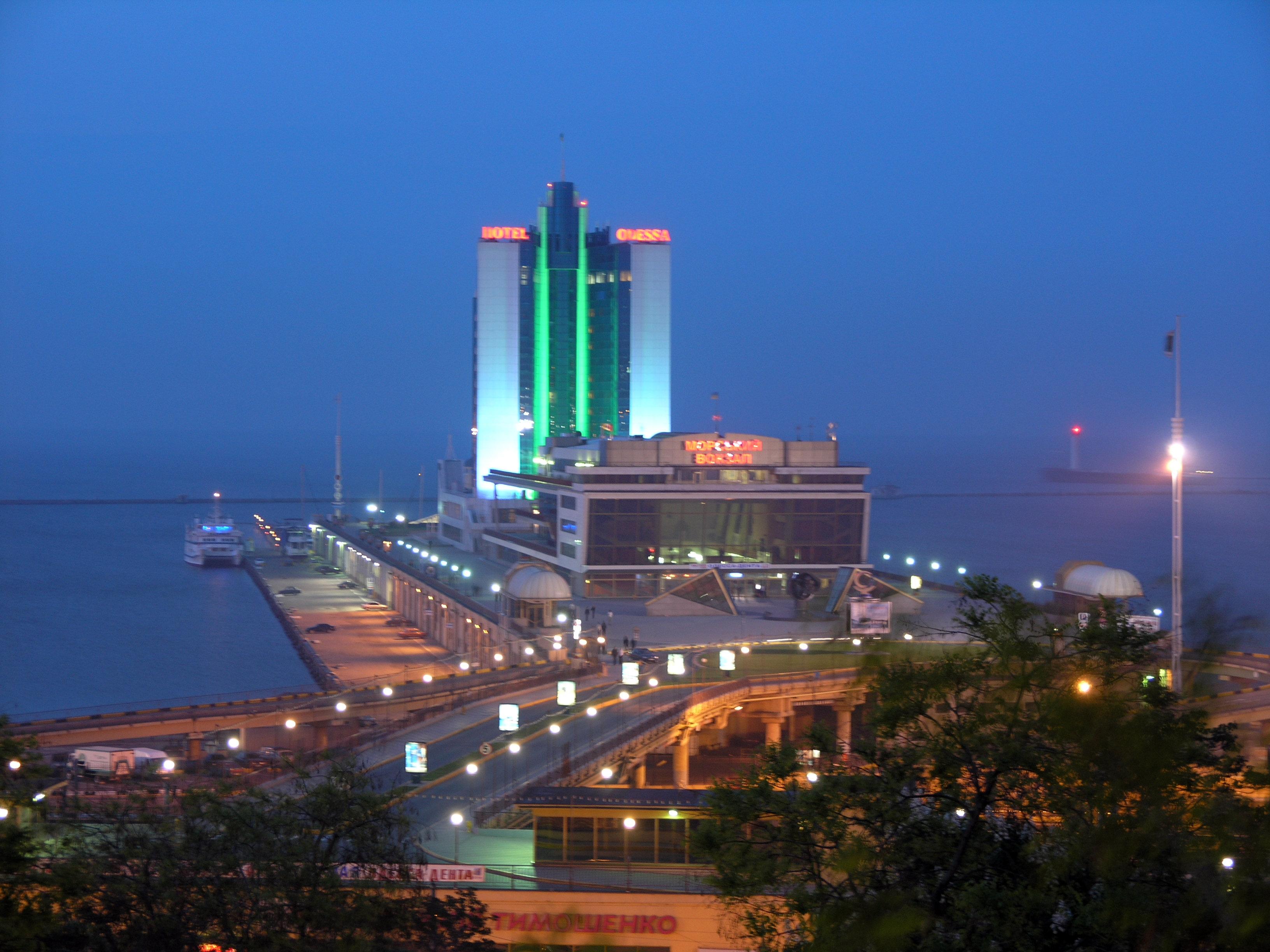
敖德薩港的貨櫃碼頭

敖德薩港（烏克蘭語：Одеський морський порт）是烏克蘭最大的港口，也是黑海沿岸最大的港口之一。敖德薩港的貨物處理能力達4000萬噸，港口設施和鐵路直接相連，使海運可迅速轉入陸運。敖德薩港也是烏克蘭最大的能源港。敖德薩港擁有黑海最大的客運碼頭之一，2007年，其旅客量約有400萬人。敖德薩港海擁有大規模的造船廠。2022年12月11日，因俄烏戰爭，發電機未能啟動，敖德薩港停止運作。

## 外部連結
- 烏克蘭國家海事、內陸水路運輸和航運服務局 （页面存档备份，存于）
- 船舶碼頭位置 （页面存档备份，存于）

46°30′13″N 30°44′40″E / 46.50361°N 30.74444°E